# Fiat 1
Fiat 1 (lub Fiat 1 Fiacre) – samochód osobowy produkowany przez Fiata w latach 1908–1910.
Był wyposażany w silnik o pojemności 2,2 dm³, i mocy 16 KM, rozwijał prędkość maksymalną 70 km/h.